# Basket-ball en Allemagne
Cet article traite du basket-ball en Allemagne.

## Organisation
Le basket-ball est géré en Allemagne par la Fédération allemande de basket-ball (DBB) fondée en 1934.
Le Championnat d'Allemagne de basket-ball se dispute depuis 1939 pour les hommes et 1947 pour les femmes. Le passage au professionnalisme s'est traduit, chez les hommes, par la création de la Basketball-Bundesliga en 1966, avec les deux premières divisions : Basketball-Bundesliga et Pro A.
L'équipe d'Allemagne de basket-ball et l'équipe d'Allemagne de basket-ball féminin représentent l'Allemagne dans les compétitions internationales.

## Ordre des divisions
| Masculines - Première division : Bundesliga (BBL) - Deuxième division : 2. Basketball-Bundesliga ProA - Troisième division : 2. Basketball-Bundesliga ProB - Quatrième division : découpée en 4 poules géographiques : - Regionalliga Nord - Regionalliga Südost - Regionalliga Südwest - Regionalliga West | Féminines - 1. Damen Basketball Bundesliga (DBBL) - 2. DBBL Süd - 2. DBBL Nord |